# Mujer con una flor
Mujer con una flor (título original en tahitiano Vahine no te Tiare) es un cuadro del pintor Paul Gauguin hecho en 1891 en Tahití. Se conserva en la Gliptoteca Ny Carlsberg de Copenhague. Se conoce por la referencia núm. 420 del catálogo de Wildenstein.
El título original significa literalmente «mujer de la flor», pero Gauguin lo tradujo como La femme à la fleur.
Gauguin hacía poco que había llegado por primera vez a Tahití y deseaba hacer el retrato de una tahitiana, atraído por la enigmática sonrisa. La modelo era una de sus vecinas que en un primer momento se negó. Pero poco después se presentó vestida con un traje colonial que habían introducido los misioneros franceses. En la oreja llevaba una flor como es tradicional, una tiara (gardenia tahitensis), la flor nacional de Tahití usada también para perfumar.
Gauguin describe la modelo en su libro Noa Noa, comparándola con la obra de Rafael Sanzio:

No era muy linda, bien mirado, según las reglas europeas de estética. Pero era guapa. Todos los rasgos le conferían una armonía rafaelesca en el encuentro de las curvas, y su boca había sido moldeada por un escultor que habla todas las lenguas del pensamiento y el beso, de la alegría y el sufrimiento. [...] Su frente, muy noble, recordaba, por unas líneas realzadas, aquella frase de Edgar Allan Poe: «No hay belleza perfecta sin una cierta singularidad en las proporciones». Y la flor que tenía en la oreja escuchaba su perfume.

Gauguin se sentía satisfecho de reflejar a la vez el miedo y el placer, la melancolía y la pasividad mezcladas con una pasión contenida.
El fondo, rojo y amarillo, está decorado con unas flores estilizadas, tal como ya había hecho previamente en el  Autorretrato con retrato de Bernard . El efecto decorativo da equilibrio a la composición. El fondo amarillo sirve para resaltar el color tostado de la cara de la mujer. El cuadro es una muestra de las diferencias culturales: el refinamiento de la civilización contra la dignidad con naturalidad aunque encorsetada en un traje impuesto cuando, paradójicamente, el pintor había adoptado el tradicional pareo tahitiano.
Fue el primer retrato tahitiano que envió a Europa. Gauguin escribió a su amigo Daniel de Monfreid que ciertamente se podría vender bien como algo completamente nuevo.